# Bateria Vendôme
Bateria Vendôme (malt. Batterija ta' Vendôme, ang. Vendôme Battery), znana też jako Bateria Ta' Maċċu (malt. Batterija ta' Maċċu, ang. Ta' Maċċu Battery) – bateria artyleryjska niedaleko Armier Bay, w granicach Mellieħa na Malcie. Zbudowana przez Zakon Joannitów w latach 1715-1716 jako jedna z serii nadbrzeżnych fortyfikacji dokoła Wysp Maltańskich.

## Historia
Bateria Vendôme zbudowana w latach 1715–1716 jako część pierwszego programu budowy nadbrzeżnych baterii na Malcie. Była ogniwem w łańcuchu fortyfikacji, broniących północnego wybrzeża Malty. W ich skład wchodziła również wieża Armier oraz kilka baterii, redut i umocnień (entrenchments). Najbliżej znajdujące się fortyfikacje to Reduta Qortin na zachodzie i Reduta Crivelli na wschodzie.
Bateria została nazwana od imienia księcia Philippe'a de Vendôme, Wielkiego Przeora Francji, który dał 40 000 scudi na budowę baterii i redut wokół wybrzeża Malty. Kilka fortyfikacji wzięło swoje nazwy od imienia księcia, w tym tour-reduit w Marsaxlokk oraz kilka innych redut.
Bateria Vendôme była jedną z największych tego typu fortyfikacji zbudowanych na Malcie. Składa się z półokrągłej platformy strzelniczej, otoczonej parapetem z dziewięcioma strzelnicami. W centrum znajduje się blokhauz, a w skład instalacji ochronnych od strony lądu wchodzi też duży redan. Całość struktury otacza rów oraz ziemny wał ze stokiem (glacis).
W 1785 roku uzbrojenie baterii stanowiło pięć żelaznych dział 8-funtowych oraz cztery 12-funtowe. Później zainstalowano tam również stanowiska dla moździerzy.

## Współcześnie
Współcześnie Bateria Vendôme jest w znacznej części zachowana, lecz podupadła. Jej rów obronny wypełniony jest ziemią i służy do uprawy jarzyn. Mury są zaniedbane. Niektóre elementy kamieniarki zostały zabrane i użyte do nielegalnej budowy pobliskich hangarów dla łodzi, co również przerwało relację baterii z morzem.